# Salts de gran altura al Campionat del Món de natació de 2017 – masculí
La prova masculina al Campionat del món de 2017 es va celebrar els dies 28 i 30 de juliol de 2017.

## Resultats
Les dues primeres rondes es van celebrar el 28 de juliol a les 14:30. Les dues últimes rondes es van celebrar el dia 30 de juliol a les 12:00.
| Posició | Saltador           | Nacionalitat    | Ronda 1 | Ronda 2 | Ronda 3 | Ronda 4     | Total  |
| ------- | ------------------ | --------------- | ------- | ------- | ------- | ----------- | ------ |
| 1       | Steve LoBue        | Estats Units    | 70.00   | 114.75  | 99.00   | 113.40      | 397.15 |
| 2       | Michal Navrátil    | República Txeca | 71.40   | 119.85  | 90.00   | 109.65      | 390.90 |
| 3       | Alessandro De Rose | Itàlia          | 68.60   | 101.05  | 97.20   | 112.80      | 379.65 |
| 4       | Andy Jones         | Estats Units    | 70.00   | 96.60   | 91.80   | 109.65      | 368.05 |
| 5       | Gary Hunt          | Regne Unit      | 72.80   | 132.60  | 81.00   | 70.00       | 356.40 |
| 6       | Orlando Duque      | Colòmbia        | 68.60   | 110.40  | 86.40   | 89.70       | 355.10 |
| 7       | Miguel García      | Colòmbia        | 71.40   | 118.80  | 81.00   | 73.60       | 344.80 |
| 8       | Jonathan Paredes   | Mèxic           | 72.80   | 102.50  | 81.00   | 86.95       | 343.25 |
| 9       | Blake Aldridge     | Regne Unit      | 67.20   | 110.40  | 91.80   | 72.85       | 342.25 |
| 10      | David Colturi      | Estats Units    | 74.20   | 108.10  | 86.40   | 71.30       | 340.00 |
| 11      | Oleksiy Pryhorov   | Ucraïna         | 65.80   | 82.80   | 82.80   | 98.90       | 330.30 |
| 12      | Sergio Guzmán      | Mèxic           | 67.20   | 92.45   | 81.60   | 87.75       | 329.00 |
| 13      | Nikita Fedotov     | Rússia          | 71.40   | 75.25   | 84.60   | No avançava | 231.25 |
| 14      | Viktar Maslouski   | Belarús         | 71.40   | 77.40   | 81.00   | No avançava | 229.80 |
| 15      | Artem Silchenko    | Rússia          | 65.80   | 89.70   | 73.80   | No avançava | 229.30 |
| 16      | Kris Kolanus       | Polònia         | 75.60   | 54.05   | 91.80   | No avançava | 221.45 |
| 17      | Alain Kohl         | Luxemburg       | 67.20   | 64.50   | 75.60   | No avançava | 207.30 |
| 18      | Todor Spasov       | Bulgària        | 63.45   | 83.85   | 57.60   | No avançava | 204.90 |
| 19      | Igor Semashko      | Rússia          | 56.70   | 55.65   | 91.80   | No avançava | 204.15 |
| 20      | Murilo Marques     | Brasil          | 67.20   | 47.15   | 80.60   | No avançava | 194.95 |
| 21      | Cyrille Oumedjkane | França          | 63.00   | 55.35   | 76.50   | No avançava | 194.85 |
| 22      | Owen Weymouth      | Regne Unit      | 51.80   | 67.65   | 70.20   | No avançava | 189.65 |